# جسی پوروس
جسی پوروس (انگلیسی: Jessie Purves؛ زادهٔ ) یک بازیکن تنیس روی میز اهل ایالات متحده آمریکا است. 
وی در مسابقات کشوری و بین‌المللی در مجموع برنده ۱ مدال طلا، ۱ مدال نقره، ۱ مدال برنز شده‌است.